# Arnbjörn Ólafsson
Arnbjörn Ólafsson (n. 864) fue un vikingo y bóndi de Krossavík, Hof í Vopnafirði, Norður-Múlasýsla en Islandia. Es un personaje de la saga Harðar ok Hólmverja, y saga Vápnfirðinga. Aunque se desconoce su genealogía y el nombre de su esposa, las sagas mencionan que tuvo cuatro hijos: Þorbjörn (n. 888), Þorsteinn (n. 890, citado en la saga de Laxdœla), Veturliði (n. 892) y Lýtingur Arnbjörnsson.